# عوج بن عنق

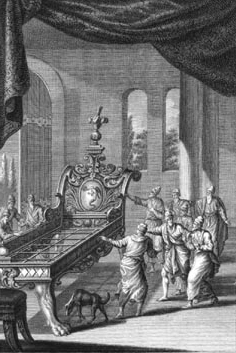
Og’s bed (engraving circa 1770 by Johann Balthasar Probst)

عوج ابن عوق در تداول فارسی‌زبانان به عوج بن عُنُق مشهور است نام مردی افسانه‌ای است.

## افسانه‌ها دربارهٔ او
در افسانه‌ها آمده که او در منزل آدم زاده شد و تا زمان موسی زیست. او را فرزند عنق یا عناق پسر حوا دانسته‌اند. برخی از منابع هم عناق را نام مادر او دانسته‌اند. همچنین او را مردی بلندقامت دانسته و عمرش را سه‌هزاروپانصد سال نوشته‌اند. گفته‌اند طوفان نوح تا کمر او بود. او به خدا کافر گشت که این کفر بر اثر غرور بیجا در او به وجود آمده بود. به دشمنی با موسی پرداخت. موسی نیز عصای خود بر قوزک پای او زد و بر اثر زخمی که بر پای او به وجود آمد ضعیف گردید. شیرها و گرگ‌ها بر او مسلط شدند و او را خوردند.

در داستان‌ها عناق، مادر او را زنی می‌پنداشتند که وقتی می‌نشست ده جریب در ده جریب را می‌گرفت و پسرش عوج چهل ذراع قدش بود.

## در کتاب مقدس
در کتاب مقدس، سفر تثنیه، ۳، آیات ۷–۱ از عوج نام برده شده‌است:
سپس به جانب سرزمین باشان روی آوردیم. عوج، پادشاه باشان لشکر خود را بسیج نموده، در ادرعی به ما حمله کرد. ولی خداوند به من فرمود که از او نترسم. خداوند به من گفت: «تمام سرزمین عوج و مردمش در اختیار شما هستند. با ایشان همان کنید که با سیحون، پادشاه اموری‌ها در حشبون کردید.» بنابراین خداوند، خدای ما عوج پادشاه و همه مردمش را به ما تسلیم نمود و ما همه آنها را کشتیم. تمامی شصت شهرش یعنی سراسر ناحیه ارجوب (کوره ایست واقع در مشرق اردن) در باشان (سرزمین رفائیان هم نامیده می‌شود) را به تصرف خود درآوردیم. این شهرها با دیوارهای بلند و دروازه‌های پشت بنددار محافظت می‌شد. علاوه بر این شهرها، تعداد زیادی آبادی بی حصار نیز بودند که به تصرف ما درآمدند. ما سرزمین باشان را مثل قلمرو سیحون پادشاه واقع در حشبون، کاملاً نابود کردیم و تمام اهالی آن را چه مرد، چه زن و چه کودک، از بین بردیم؛ ولی گله‌ها و غنایم جنگی را برای خود نگه داشتیم.